# John Joubert (compositeur)
Pour les articles homonymes, voir John Joubert et Joubert.
Répertoire
Opéra, symphonie, oratorio, musique de chambre
John Pierre Herman Joubert (en anglais [dʒuːˈbɛər]), né le 20 mars 1927 au Cap et mort le 7 janvier 2019, est un compositeur britannique d’origine sud-africaine.

## Biographie
John Joubert est né le 20 mars 1927 au Cap, en Afrique du Sud. Ses ancêtres du côté de son père étaient des huguenots, des protestants français de Provence qui s'établirent au Cap en 1688. Les ancêtres de sa mère étaient néerlandais.
Joubert a fait ses études au Diocesan College de Rondebosch, en Afrique du Sud, qui a été fondé par l'église anglicane et a maintenu un haut niveau de production musicale. Au départ, il espérait devenir peintre et faisait beaucoup d’art à l’école. Cependant, vers l'âge de 15 ans, il s'intéresse peu à peu à la musique, bien que compositeur plutôt qu'interprète. « Cela allait toujours être quelque chose de créatif. Curieusement, les arts visuels n'ont pas été aussi stimulants que la littérature. J'étais aussi intéressé par l'écriture. En fait, tout m'ennuyait à l'école, sauf l'écriture, l'art et la musique ! » À l’école, il est suivi par le directeur musical Claude Brown, dont il considère l’enseignement comme un « fondement indispensable de ma carrière musicale ultérieure ». Joubert a affirmé: «grâce à Brown, j’ai appris toutes les œuvres chorales d’Elgar avant même de les entendre correctement en plein orchestre. Non seulement cet idiome, mais aussi l’idiome de la musique religieuse anglicane en général: Parry, Stanford, et tous les "mecs" habituels».  Grâce aux encouragements de son professeur, Joubert a pu participer à des représentations chorales avec l'orchestre municipal du Cap par William J. Pickerill et, par la suite, entendre ses œuvres en spectacle. Après avoir obtenu son diplôme du South African College of Music en 1944, il commence à étudier la composition musicale en privé avec William Henry Bell, un anglais bien connu comme compositeur de distinction. Bell a exercé la plus grande influence sur sa composition. En 1946, il reçut une bourse d'études en composition de la Performing Right Society à la Royal Academy of Music de Londres. Ses professeurs principaux étaient Theodore Holland, Howard Ferguson et Alan Bush. Au cours de ses quatre années à l'Académie, il remporta plusieurs prix de composition, notamment le prix Frederick Corder et le prix 1949 de la Royal Philharmonic Society.

## Œuvres
Opéras
- Silas Marner (op. 31, 1961)
- Under Western Eyes (op. 51, 1968)
- Jane Eyre (op. 134, 1987–1997).

Symphonies
- Symphonie no 1 (op. 20, 1955)
- Symphonie no 2 (op. 68, 1970), composée en hommage aux victimes du massacre de Sharpeville de 1960.

Oratorios
- Urbs Beata (op. 42, 1963)
- The Raising of Lazarus (op. 67, 1970)
- Wings of Faith (op. 143, Part 1 [« The Word Fulfilled »] : 2000, Part 2 [« The Transforming Spirit »] : 2003
- An English Requiem (op. 166, 2010).

Concertos
- Concerto pour violon (op. 13, 1954)
- Concerto pour piano (op. 25, 1958)
- Concerto pour basson (op. 77, 1974)
- Concerto pour violon (Concerto in Two Movements for Cello and Chamber Orchestra) (op. 171, 2011).

## Discographie
- Symphonie no 1 op. 20, London Philharmonic Orchestra, Vernon Handley (Lyrita).
- The Instant Moment. Temps Perdu. Sinfonietta. English String Orchestra (Naxos).
- String Quartets 1-3, Brodsky Quartet (SOMM).
- The Hour Hand op. 101. Shropshire Hills, op. 155. Improvisation op. 120. Kontakion op. 69. The Rose is Shaken in the Wind op. 137. Six Poems by Emily Brontë op. 63 (Toccata Classics).
- Organ Music (Toccata Classics).
- Jane Eyre (Opera in two acts). Kenneth Woods (SOMM, 2016).
- South of the Line (Choral Music), Paul Spicer (SOMM, 2016).
- Organ Music (Toccata Classics).
- South of the Line (SOMM).
- Jane Eyre (SOMM).
- St Mark Passion (Resonus).